# Arquidiócesis de Antofagasta
La arquidiócesis de Antofagasta (en latín: Archidioecesis Antofagastensis) es una circunscripción eclesiástica de la Iglesia católica en Chile. Se trata de una arquidiócesis latina, sede metropolitana de la provincia eclesiástica de Antofagasta. Desde el 8 de junio de 2017 su arzobispo es Ignacio Francisco Ducasse Medina.

## Historia
La misión sui iuris de Antofagasta fue erigida en 1881, obteniendo el territorio de la arquidiócesis de Sucre.
En 1887 fue elevada a vicariato apostólico.
El 3 de febrero de 1928 fue elevado a diócesis sufragánea de la arquidiócesis de Santiago de Chile en virtud de la bula Supremi apostolatus del papa Pío XI. Su primer obispo fue Luis Silva Lezaeta, hasta entonces obispo titular de Oleno.
El 21 de mayo de 1929 falleció Silva Lezaeta dejando la sede episcopal vacante de la diócesis durante cinco años. El 21 de mayo de 1934 asumió como obispo  Alfredo Cifuentes Gómez en un período difícil a nivel regional debido al despoblamiento de las oficinas salitreras. En 1943 desde Roma se designó como administrador apostólico sede vacante a Arturo Mery Beckdorf, cargo que ocupó durante un año. El 17 de marzo de 1945 asumió como obispo de la diócesis de Antofagasta Hernán Frías Hurtado (exobispo de Ancud) durante doce años.
El 21 de julio de 1965 cedió una parte de su territorio para la erección de la prelatura territorial de Calama (hoy diócesis de San Juan Bautista de Calama) mediante la bula Christianorum fidelium del papa Pablo VI.
El 28 de junio de 1967 fue elevada al rango de arquidiócesis metropolitana con la bula Cum episcoporum del papa Pablo VI. Francisco de Borja Valenzuela Ríos, quien ocupó el cargo de obispo desde 1957, fue su primer arzobispo metropolitano. Con ello se constituyó la provincia eclesiástica integrada por Antofagasta como sede arzobispal y sus sufragáneas: La diócesis de Iquique y las entonces prelaturas territoriales de Arica y de Calama. Ante el crecimiento poblacional existente en la ciudad, Valenzuela se preocupó intensamente en la erección de nuevas parroquias y capillas en los diversos sectores extremos de Antofagasta.
En 1974 sucedió a Francisco de Borja Valenzuela, Carlos Oviedo Cavada. Durante su gobierno pastoral tuvo la misión de organizar y convocar el II Sínodo, además de organizar la visita apostólica del papa Juan Pablo II en abril de 1987. El papa bendijo la ciudad en el Instituto Santa María, visitó a los reclusos de la Cárcel de Antofagasta y realizó la gran eucaristía del Norte Grande en el sector La Chimba a un costado del Hipódromo de la ciudad. Además el papa se despidió de Chile en el Aeropuerto de Cerro Moreno (Hoy Andrés Sabella) continuando su viaje pastoral a Argentina. En julio de 1988 visita la ciudad de Antofagasta el cardenal Joseph Ratzinger (posterior papa Benedicto XVI) en aquel entonces Prefecto de la Sagrada Congregación para la Doctrina de la Fe de la Santa Sede. Recibido y acogido por Monseñor Carlos Oviedo realizó diversas actividades entre ellas el sacramento de la confirmación a un gran grupo de jóvenes y académicos de la Universidad del Norte, la cual se realizó en la catedral antofagastina. Oviedo, además, tuvo una fuerte preocupación y dedicación por la Universidad Católica del Norte (donde fue su gran canciller) y dirigir la arquidiócesis en el tiempo del dictadura militar de Chile. En 1990 Oviedo fue promovido a la sede metropolitana de Santiago. Desde mayo de ese año asumió como administrador Apostólico sede vacante Ulises Aliaga Rojas.
El 25 de enero de 1991 asumió Patricio Infante Alfonso como arzobispo de Antofagasta, nombrado por el papa Juan Pablo II. El nuevo arzobispo provenía de la arquidiócesis de Santiago, donde se desempeñaba como obispo auxiliar. El 29 de junio de 1991 recibió el palio arzobispal de manos del papa Juan Pablo II en la Basílica de San Pedro en el Vaticano, en donde además recibió el saludo y bendición del sumo pontífice a la ciudad de Antofagasta por motivo del Aluvión que afectó a dicha zona el 18 del mismo mes y año. Durante su labor pastoral se destacó su preocupación por la educación técnica profesional promoviendo la construcción del Colegio Técnico Industrial Don Bosco apoyado por la Asociación de Industriales de Antofagasta y dirigida por la Congregación Salesiana, además de la remodelación de la Catedral de Antofagasta y la re-instalación de una nueva imagen de la Virgen de la cúpula de la Basílica del Corazón de María, ambas afectadas por el Terremoto de 1995. Impulsó además la preparación al Jubileo del año 2000 la cual tuvo su inicio el 24 de diciembre de 1999 en la misa de Nochebuena realizada en forma masiva en el Estadio Regional de Antofagasta. Monseñor Infante estuvo en el cargo hasta el año 2004, cuando presentó su renuncia a la Santa Sede por motivos de edad.
El 27 de febrero de 2004 el papa Juan Pablo II nombró a Pablo Lizama Riquelme —entonces obispo castrense— como arzobispo coadjutor (con derecho a sucesión) de Antofagasta. Siendo aceptada la renuncia de Patricio Infante, el 11 de diciembre de 2004 Lizama asumió como arzobispo metropolitano. El 29 de junio de 2005 recibió de manos del recientemente asumido papa Benedicto XVI el palio arzobispal en la Basílica de San Pedro. Durante su gobierno episcopal apoyó decididamente las causas de derechos humanos, lo que se tradujo en aportes de recursos económicos, así como también en facilitar dependencias de la Iglesia católica para la realización de diversas actividades. Asimismo, manifestó especial interés y preocupación por los más pobres, principalmente por los migrantes. Por esta razón, creó la parroquia extraterritorial "Nuestra Señora de los Pobres", ubicada en el sector de La Chimba la cual está acompañada por el sacerdote Felipe Berríos. Lizama destacó además una gran cercanía con los Bailes Religiosos de la zona.  

En el año 2015 Pablo Lizama presentó su renuncia a su cargo de arzobispo por motivos de salud siendo aceptada a finales de ese mismo año por el Vaticano la cual se hará efectiva al momento de nombrar a su sucesor.

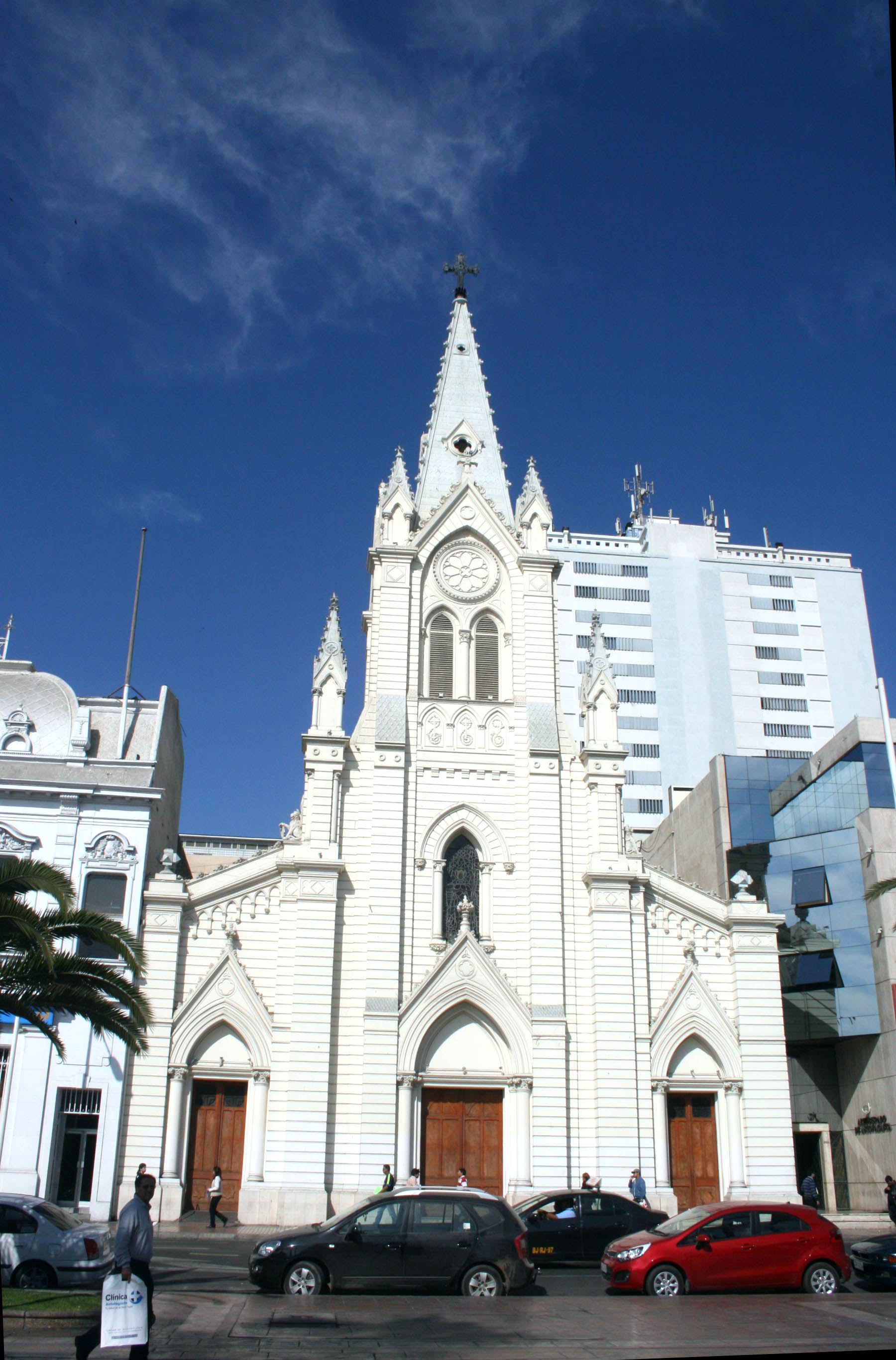
Catedral de Antofagasta vista desde la plaza Colón

El 8 de junio de 2017 el papa Papa Francisco nombró como arzobispo de Antofagasta a Ignacio Ducasse Medina hasta entonces obispo de Valdivia. El 26 de agosto de 2017 monseñor Ignacio Ducasse toma posesión de la Arquidiócesis Metropolitana de Antofagasta en la Iglesia Catedral recibiendo además el palio arzobispal de manos del nuncio apostólico en Chile, Ivo Scapolo acto del cual se realiza por primera vez en el país.

## Territorio y organización
La arquidiócesis tiene 84 504 km² y extiende su jurisdicción sobre los fieles católicos de rito latino residentes en las provincias de Antofagasta y Tocopilla de la región de Antofagasta. Comprende las comunas de Antofagasta, Mejillones, Taltal, Baquedano de la comuna de Sierra Gorda; Tocopilla y María Elena. La sede de la arquidiócesis se encuentra en la ciudad de Antofagasta, en donde se halla la Catedral de San José. 
La arquidiócesis tiene como sufragáneas a las diócesis de: Iquique, San Juan Bautista de Calama y San Marcos de Arica.
La arquidiócesis está conformada por 18 parroquias:
| Ciudad                             | Nombre                                                                | Año Fundación | Capillas | Sector |
| ---------------------------------- | --------------------------------------------------------------------- | ------------- | --- | ------ |
| Antofagasta                        | Parroquia Transfiguración de Señor                                    | 1986          | | Sur    |
| Antofagasta                        | Parroquia Madre de Dios                                               | 1962          | - Santa Teresa de los Andes - San Pedro de Coloso | Sur    |
| Antofagasta                        | Parroquia Nuestra Señora del Rosario de Fátima                        | 1954          | - Nuestra Sra de Lourdes | Sur    |
| Antofagasta                        | Parroquia Inmaculada Concepción (Basílica Menor del Corazón de María) | 1919          | - San Antonio María Claret - Ascensión del Señor - Jesús Obrero | Centro |
| Antofagasta                        | Parroquia San José Catedral                                           | 1872          | - Providencia - Colegio San Luis - Instituto Santa María | Centro |
| Antofagasta                        | Parroquia Santuario Nuestra Señora de Lourdes                         | 1947          | - Cristo Rey - Asunción de la Virgen - María Auxiliadora | Centro |
| Antofagasta                        | Parroquia San Francisco                                               | 1925          | - Betania - Nuestra Señora de los Desamparados. - Nuestra Señora de los Ángeles. - Santa Clara - Peregrinos de Emaús - Nazaret - Natividad del Señor - Sagrado Corazón de Jesús, - María Inmaculada - Nuestra Señora de Andacollo | Centro |
| Antofagasta                        | Parroquia Nuestra Señora del Carmen                                   | 1967          | - Resurrección del Señor - Sagrada Familia | Norte  |
| Antofagasta                        | Parroquia Buen Pastor                                                 | 1958          | - Santa Ana - Santísima Trinidad - Santos Ángeles Custodios - San Alberto Hurtado | Norte  |
| Antofagasta                        | Parroquia Nuestra Señora de la Merced                                 | 1983          | - Espíritu Santo - María Inmaculada - San Juan Evangelista | Norte  |
| Antofagasta                        | Parroquia los Doce Apóstoles                                          | 1992          | - Santa María Reina - Santa María del Pinar - Sagrado Corazón de Jesús | Norte  |
| Antofagasta                        | Parroquia Cristo Redentor                                             | 2015          | | Norte  |
| Antofagasta                        | Parroquia San Pablo                                                   | 2000          | - San Eugenio Mazenod - Santísimo Sacramento - Centro Pastoral Padre Hurtado | Norte  |
| Antofagasta                        | Parroquia Nuestra Señora de Guadalupe                                 | 2012          | | Norte  |
| Antofagasta                        | Santuario Mariano Cenáculo Puerta del Cielo Shoenstatt                |               | | Norte  |
| Mejillones                         | Parroquia Corazón de María                                            | 1906          | - Nuestra Señora de la Merced de Michilla |        |
| Tocopilla                          | Parroquia Nuestra Señora del Carmen                                   | 1867          | - Nuestra Señora de Lourdes - Padre Alberto Hurtado |        |
| Tocopilla                          | Parroquia Sagrado Corazón de Jesús                                    | 1948          | - San José - San Vicente de Paul - Centro Pastoral Marcelino Champagnat |        |
| Taltal                             | Parroquia San Francisco Javier                                        | 1879          | - Cristo Rey - Centro Pastoral Santa Ana - Centro Padre Hurtado - Nuestra Señora de la Soledad de Paposo |        |
| María Elena                        | Parroquia San Rafael Arcángel                                         | 1926          | - San Miguel Arcángel de Quillagua |        |
| Baquedano (Comuna de Sierra Gorda) | Parroquia Jesús Crucificado                                           | 1926          | |        |

## Estadísticas
Según el Anuario Pontificio 2021 la arquidiócesis tenía a fines de 2020 un total de 406 200 fieles bautizados.
| Año                                                                             | Población            | Población | Población      | Sacerdotes | Sacerdotes    | Sacerdotes    | Bautizados por sacerdote | Diáconos permanentes | Religiosos | Religiosos | Parroquias |
| Año                                                                             | Bautizados católicos | Total     | % de católicos | Total      | Clero secular | Clero regular | Bautizados por sacerdote | Diáconos permanentes | Varones    | Mujeres    | Parroquias |
| ------------------------------------------------------------------------------- | -------------------- | --------- | -------------- | ---------- | ------------- | ------------- | ------------------------ | -------------------- | ---------- | ---------- | ---------- |
| 1950                                                                            | 165 000              | 180 000   | 91.7           | 28         | 7             | 21            | 5892                     |                      | 31         | 61         | 23         |
| 1959                                                                            | 201 871              | 266 871   | 75.6           | 53         | 16            | 37            | 3808                     |                      | 48         | 97         | 27         |
| 1966                                                                            | 212 500              |           |                | 51         | 16            | 35            | 4166                     |                      | 35         | 116        | 16         |
| 1968                                                                            | 164 000              | 192 740   | 85.1           | 48         | 18            | 30            | 3416                     |                      | 34         | 99         | 13         |
| 1976                                                                            | 245 000              | 280 000   | 87.5           | 35         | 3             | 32            | 7000                     | 6                    | 33         | 60         | 17         |
| 1980                                                                            | 200 000              | 215 800   | 92.7           | 29         | 4             | 25            | 6896                     | 6                    | 26         | 60         | 17         |
| 1990                                                                            | 230 000              | 245 000   | 93.9           | 31         | 12            | 19            | 7419                     | 7                    | 27         | 86         | 18         |
| 1999                                                                            | 174 360              | 249 085   | 70.0           | 38         | 14            | 24            | 4588                     | 11                   | 28         | 97         | 17         |
| 2000                                                                            | 294 891              | 317 087   | 93.0           | 41         | 16            | 25            | 7192                     | 16                   | 28         | 83         | 17         |
| 2001                                                                            | 294 891              | 317 087   | 93.0           | 42         | 17            | 25            | 7021                     | 16                   | 28         | 83         | 17         |
| 2002                                                                            | 245 257              | 350 367   | 70.0           | 41         | 14            | 27            | 5981                     | 18                   | 30         | 74         | 17         |
| 2003                                                                            | 243 558              | 347 939   | 70.0           | 43         | 14            | 29            | 5664                     | 17                   | 32         | 86         | 19         |
| 2004                                                                            | 258 972              | 361 138   | 71.7           | 52         | 14            | 38            | 4980                     | 17                   | 41         | 91         | 19         |
| 2006                                                                            | 239 359              | 341 942   | 70.0           | 42         | 15            | 27            | 5699                     | 17                   | 29         | 90         | 19         |
| 2012                                                                            | 252 300              | 362 000   | 69.7           | 43         | 18            | 25            | 5867                     | 34                   | 30         | 84         | 19         |
| 2015                                                                            | 388 603              | 594 755   | 65.3           | 46         | 25            | 21            | 8447                     | 28                   | 23         | 76         | 20         |
| 2018                                                                            | 394 800              | 613 335   | 64.4           | 52         | 26            | 26            | 7592                     | 23                   | 28         | 63         | 20         |
| 2020                                                                            | 406 200              | 631 000   | 64.4           | 204        | 30            | 1             | 13 103                   | 23                   | 2          | 66         | 18         |
| Fuente: Catholic-Hierarchy, que a su vez toma los datos del Anuario Pontificio. |                      |           |                |            |               |               |                          |                      |            |            |            |

### Establecimientos educacionales
Educación superior: el 31 de mayo de 1956 nació la Universidad del Norte, iniciativa de un grupo de sacerdotes de la Compañía de Jesús y de su benefactora Berta González de Astorga teniendo su sede central en Antofagasta. Fue su primer Rector Gerardo Claps Gallo. En 1990 pasó a denominarse Universidad Católica del Norte. El arzobispo metropolitano de Antofagasta es por derecho propio gran canciller de la Universidad Católica del Norte. Su función primordial es velar promover asistir y fortalecer la identidad católica de la institución de educación superior.
Colegios católicos:
- Colegio San Luis (Compañía de Jesús)
- Instituto Santa María (Congregación de Jesús)
- Colegio Inglés San José (Oblatos de María Inmaculada)
- Colegio Corazón de María (Congregación Padres Claretianos)
- Colegio Femenino Madre del Rosario (Dominicas del Rosario)
- Colegio Divina Pastora (Divina Pastora Calasancias)
- Colegio Chañares (Opus Dei)
- Colegio Providencia (Hermanas de la Providencia)
- Colegio Técnico e Industrial Don Bosco (Congregación de Padres Salesianos)
- Colegio Sagrada Familia, de Tocopilla

### Congregaciones religiosas
Femeninas
- Apóstoles del Sagrado Corazón de Jesús (parroquia Madre de Dios Antofagasta)
- Hermanas de la Providencia (Tocopilla)
- Hermanitas de los Ancianos Desamparados (Asilo de Ancianos Nuestra Señora del Carmen Antofagasta)
- Hermanas de Santa Ana (Pastoral de Migrantes)
- Franciscanas de la esperanza (Parroquia Cristo Redentor)
- Hermanas Mercedarias de la Caridad (parroquia Corazón de María, Mejillones)
- Divina Pastora Calasancias (Colegio Divina Pastora, Antofagasta)
- Hijas de San Pablo (Librería San Pablo Antofagasta)
- Hijas de Santa Ana (Capilla Santa Ana, Parroquia Buen Pastor Antofagasta)
- Hijas del Espíritu Santo (Antofagasta)
- Congregación de Jesús (Instituto Santa María Antofagasta)
- Dominicas del Rosario (Colegio Nuestra Señora del Rosario, Antofagasta)
- Hermanas de la Caridad Obra Don Orione (Hogar Don Orione Antofagasta)
- Adoratrices Esclavas del Santísimo Sacramento (Centro Apoyo Integral de la Mujer, parroquia Buen Pastor Antofagasta)
- Hermanas del Buen Pastor (Comunidad en formación, Antofagasta)
- Religiosas del Sagrado Corazón de Jesús (parroquia San Pablo, Antofagasta)
- Orden de la Vírgenes (Centro Tabor)
- Compañía del Divino Maestro (Antofagasta)
- Instituto Secular Activas del Apostolado Social (parroquia San José Catedral, Antofagasta)
- Instituto Secular Fieles Siervas de Jesús (Antofagasta)
- Instituto Secular Oblatas de María Inmaculada (parroquia Madre de Dios, Antofagasta)
- Instituto Secular Nuestra Señora de la Anunciación (Antofagasta)

Masculinas
- Compañía de Jesús (Colegio San Luis, Hogar de Cristo y Universidad Católica del Norte, Antofagasta)
- Oblatos de María Inmaculada (Colegio Inglés San José y Parroquia San Pablo Antofagasta. Parroquia San Rafael Arcángel, María Elena)
- Congregación de los Misioneros Hijos del Inmaculado Corazón de María Claretianos (Colegio Corazón de María y Parroquia Inmaculada Concepción, Antofagasta)
- Orden Franciscana (Parroquia San Francisco, Antofagasta)
- Congregación Salesiana (Colegio Técnico- Industrial Don Bosco, Antofagasta)
- Comunidad de Padres de Shoenstatt (Santuario Mariano Puerta del Cielo, Antofagasta)
- Prelatura del Opus Dei (Antofagasta)
- Institutos Religiosos Corazón de Jesús (Antofagasta)

## Episcopologio
- Raymundo Cisternas † (1881-1882)
- Juan Luis Montes Solar † (2 de abril de 1882-?)
- Florencio Eduardo Fontecilla Sánchez † (15 de marzo de 1883-23 de diciembre de 1886 renunció)
- Luis Silva Lezaeta † (15 de mayo de 1887-1896 renunció)
- Felipe Salas Errázuriz † (4 de marzo de 1896-1905 falleció)
- Luis Silva Lezaeta † (4 de noviembre de 1904-21 de mayo de 1929 falleció)
  - Sede vacante (1929-1933)
- Alfredo Cifuentes Gómez † (23 de diciembre de 1933-5 de junio de 1943 nombrado arzobispo de La Serena)
- Hernán Frías Hurtado † (13 de enero de 1945-24 de mayo de 1957 renunció[nota 1])
- Francisco de Borja Valenzuela Ríos † (20 agosto 1957-25 de marzo de 1974 nombrado arzobispo a título personal de San Felipe)
- Carlos Oviedo Cavada, O. de M. † (25 de marzo de 1974-30 de marzo de 1990 nombrado arzobispo de Santiago del Chile)
- Patricio Infante Alfonso † (12 de diciembre de 1990-26 de noviembre de 2004 retirado)
- Pablo Lizama Riquelme (26 de noviembre de 2004 por sucesión-8 de junio de 2017 retirado)
- Ignacio Francisco Ducasse Medina, desde el 8 de junio de 2017